# Maria Wittek
Maria Wittek (vojaško ilegalno ime: Mira, Pani Maria), poljska častnica, * 16. avgusta 1899, Trębki pri Gostyninu, † 19. april 1997, Varšava, Poljska.
Od 18. leta je služila v poljski vojski in pridruženih organizacijah, po upokojitvi pa je postala prva Poljakinja ki je bila leta 1991 povišana v brigadnega generala.

## Zgodnja služba
Maria Wittek se je rodila in odraščala v ruskem delu deljene Poljske. Njen oče, mizar Stanisław Wittek, je bil član Poljske socialistične stranke (PPS) in se je leta 1915 z družino preselil v Ukrajino, da bi se izognili aretaciji ruskih oblasti. Maria se je v srednji šoli pridružila poljski skavtski četi v Kijevu. Nato je postala prva študentka na oddelku za matematiko na Univerzi v Kijevu. Hkrati se je pridružila tajni poljski vojaški organizaciji (Polska Organizacja Wojskowa) - in opravila tečaj za podčastnikee. Leta 1919 se je pridružila poljski vojski, ki se je v Ukrajini borila z boljševiki. Nato se je leta 1920 kot pripadnica prostovoljk borila v bitki za Lvov in je bila prvič nagrajena z najvišjo poljsko medaljo Virtuti Militari.

## Med vojnama
Med letoma 1928 in 1934 je bila poveljnica organizacije Przysposobienie Wojskowe Kobiet - to je organizacije, ki je ženske usposabljala za vojaško službo. Leta 1935 je bila imenovana za vodjo oddelka za ženske na Inštitutu za telesno vzgojo in vojaško usposabljanje v Bielanyju blizu Varšave.

## V drugi svetovni vojni
Med invazijo na Poljsko (1939) je bila poveljnica ženskih pomožnih bataljonov. Oktobra 1939 se je pridružila podtalnemu ZWZ, ki je kasneje postal domobranska vojska. Bila je vodja službe ženskih vojaških uslužbenk v štabu gen. Grot-Roweckega in kasneje gen. Bor-Komorovskega. Borila se je v Varšavski vstaji in napredovala v podpolkovnico. Po kapitulaciji se je izognila zajetju in zapustila ruševine Varšave pomešana med civiliste. Na svojem štabnem položaju v domobranski vojski je nadaljevala do njene razpustitve januarja 1945.

## Po vojni
Ko je komunistična vlada na Poljskem ponovno odprla Inštitut za telesno vzgojo in vojaško usposabljanje, se je sprva vrnila na prejšnje mesto vodje oddelka za ženske. Vendar so jo leta 1949 komunistične oblasti aretirale in preživela je več mesecev v zaporu. Po izpustitvi je prodajala v kiosku časopise. Bila je pobudnica ustanovitve »Komisije za zgodovino žensk«. Po propadu komunistične oblasti na Poljskem jo je predsednik Lech Wałęsa 2. maja 1991 imenoval za brigadnega generala. Postala je tako prva Poljakinja, ki je dosegla čin generala. Nikoli se ni poročila.
19. aprila 2007, ob 10. obletnici njene smrti, so ji v Muzeju poljske vojske v Varšavi odkrili bronast spomenik.

## Priznanja
- Srebrni križ Virtuti Militari - dvakrat
- Križ neodvisnosti z meči (Krzyż Niepodległości)
- Križ hrabrosti (Krzyż Walecznych)
- Varšavski križ vstaje